# Krzysztof Komarzewski
Krzysztof Komarzewski (* 18. September 1998 in Danzig) ist ein polnischer Handballspieler.

## Karriere

### Verein
Krzysztof Komarzewski lernte das Handballspielen in seiner Heimatstadt Danzig (Gdańsk) bei den Vereinen Conrad und Wybrzeże. Ab 2015 lief der 1,90 m große Rechtsaußen für SMS Gdańsk in der zweiten polnischen Liga auf. 2017 kehrte er zu Wybrzeże Gdańsk zurück. Zunächst wurde er an den Zweitligisten GKS Żukowo ausgeliehen, bevor er nur noch in der polnischen Superliga eingesetzt wurde. Seit 2020 steht der Linkshänder bei Wisła Płock unter Vertrag. Mit Płock wurde er 2021 und 2022 Zweiter der Superliga, gewann 2022 und 2023 den polnischen Pokal und erreichte 2021 und 2022 das Halbfinale in der EHF European League.

### Nationalmannschaft
Mit der polnischen Nationalmannschaft belegte Krzysztof Komarzewski bei der Europameisterschaft 2022 den 12. Platz. Er blieb in drei Einsätzen ohne Treffer. Insgesamt bestritt er 13 Länderspiele, in denen er 17 Tore erzielte.